# 国家行动计划 (巴基斯坦)
国家行动计划是巴基斯坦政府于2015年1月设立的一个以打击恐怖主义和补充正在巴基斯坦西北部反恐攻势的行动计划，它被认为是在白沙瓦学校袭击后建立的重大协调机制。 该计划得到了前所未有的支持和全国政治派别的合作，包括联邦和省政府的支持。
它结合了国外和国内的政策，旨在全国范围打击和最终消除被禁止的组织。该计划是在《巴基斯坦宪法》第二十一条修正案框架下，确立了快速审理有关恐怖主义犯罪行为的军事法院。它还导致恢复死刑和强制性采集验证所有移动电话用户的指纹。
国家行动计划授权外交部、财政部和其他部委与友好穆斯林国家沟通，以打击对巴基斯坦宗派和恐怖网络的金融活动。